# 寺野東遺跡
寺野東遺跡（てらのひがしいせき）は、栃木県小山市の東部に広がる段丘縁辺部に存在する旧石器時代から近世までの長期間にわたる複合遺跡である。国の史跡。その中でも、特に縄文時代の遺構では、環状盛土遺構や水場遺構、木組み遺構も発見されている。環状盛土遺構がつくられた時期は、縄文時代後期から晩期である。

## 環状盛土遺構
寺野東遺跡の環状盛土遺構は、南北直径約165mの巨大なドーナツのような形に盛られた遺構である。盛土に使われた土は内側をけずった土で、最も高いところで約2mの高さまで盛られている。盛土は現在、4つの部分が残っており、4つとも真っ赤な焼土層と盛り土が交互に層になっている。これは、多年にわたって火を焚く行事が繰り返し行われた結果形成されたものと考えられる。遺物として、土製の耳飾りや土偶など非日常的遺物が多いことと併せて考えると、縄文時代の呪術的祭祀の場であったと推測される。

## 水場遺構と木組み遺構
水場遺構とは、小支谷の流れを利用した水場の遺構であり、川の底に板状の木を正方形に組み合わせた建築物であり、全部で14基見つかっている。この遺構は、堅果類（トチノキ）のアク抜きのための施設だと考えられる。